# Phrixothrix belemensis
Phrixothrix belemensis är en skalbaggsart som beskrevs av Wittmer 1976. Phrixothrix belemensis ingår i släktet Phrixothrix och familjen Phengodidae. Inga underarter finns listade i Catalogue of Life.